# Беатриса де Диа

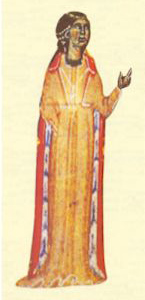
Беатриса де Диа. Национальная библиотека Франции. XIII в.

Беатрис (Беатриц) из Дйо (на фр. языке Ди), часто ошибочно Диа (калька из окс. языка), также известна как графиня из Дйо (графиня Дийская)(Beatriz de Dia, comtessa de Dia) (ок. 1140, Дйо — ок. 1200—1210, Прованс) — графиня, известная женщина-трубадур.

## Биография
Первая (хронологически) из известных 17 женщин-трубадуров. Сочиняла в лёгком стиле. Средневековый биограф в вида Беатрисы сообщает, что она была замужем за Гильельмом Пейтьеу (Пуатье), графом Вьеннуа. Ей приписывается любовь к Раймбауту Оранскому, который якобы был героем произведений Беатрисы. Известна тенсона Беатрисы и Раймбаута, где она обвиняет своего оппонента в излишней осторожности в любви.
Сохранилось пять текстов песен Беатрис. К песне A chantar m’er сохранилась мелодия. Тема стихов графини де Диа — жалобы Дамы, покинутой возлюбленным. Её произведения раскрывают куртуазную любовь с женской точки зрения.

## Произведения
- Ab joi et ab joven m’apais
- A chantar m’er de so qu’ieu non volria
- Estât ai en greu cossirier
- Fin ioi me don’alegranssa
- Un gran pena lo cor me dol